# Тереза Кристина Бурбон-Двете Сицилии
Тереза Кристина Бурбон-Двете Сицилии (на италиански: Teresa Cristina di Borbone-Due Sicilie; на португалски: Teresa Cristina) е принцеса на Двете Сицилии и императрица на Бразилия като съпруга на император Педру II.

## Биография
Тереза Кристина е родена на 14 март 1822 г. в Неапол. Неин баща е кралят на Двете Сицилии Франческо I от италианския клон на династията на Бурбоните, а майка ѝ е Мария-Исабела, дъщеря на испанския крал Карлос IV.
През 1843 г. Тереза Кристина се жени за втория бразилски император Педро II. Двамата имат четири деца – двама сина, които умират в ранна възраст, и две дъщери – Исабела и Леополдина, която се жени за Август фон Сакскобурготски, брат на бъдещия български цар Фердинанд. Тереза Кристина се държи встрани от обществения живот, но е много популярна в Бразилия и получава прозвището „Майката на бразилците“. През ноември 1889 г. военен преврат слага край на Бразилската империя и императорското семейство заминава за Португалия.
Тереза Кристина умира малко след това, на 28 декември 1889 г., в Порту.